# تومي تايلور (لاعب كرة قاعدة)
تومي تايلور (بالإنجليزية: Tommy Taylor)‏ هو لاعب كرة قاعدة أمريكي، ولد في 17 سبتمبر 1892 في ماهيا في الولايات المتحدة، وتوفي في 5 أبريل 1956 في غرينفيل في الولايات المتحدة.

## وصلات خارجية
- تومي تايلور على موقعبيزبول رفرنس.كوم (الدوري الرئيسي) (الإنجليزية)
- تومي تايلور على موقعبيزبول رفرنس.كوم (الدوري الثانوي) (الإنجليزية)